# Crișcior
Crișcior (en hongrois : Kristyor, en allemand : Kreischquell) est une commune du Județ de Hunedoara en Transylvanie, (Roumanie). Elle est composée de quatre villages : Barza (Gurabárza), Crișcior, Valea Arsului (Vályaárszuluj) et Zdrapți (Zdrápc).

|                   |
| Usine de Crișcior |

## Sources et références
1. ↑  (ro) Populaţia stabilă pe judeţe, municipii, oraşe şi localităti componenete la RPL_2011, 2011 (lire en ligne)